# Большой Петлевой тоннель
Большой Петлевой тоннель — однопутный железнодорожный тоннель Северо-Кавказской железной дороги на линии Армавир — Туапсе на участке Белореченская — Туапсе между станциями Гойтх и Индюк.
На уклоне от Гойтхского перевала к разъезду Индюк трасса выполнена в виде спирали (петли), протяжённостью 3700 м диаметром 940 м. Почти половину её длины составляют три Петлевых железнодорожных тоннеля:
- Большой Петлевой тоннель — 1015 м;
- Средний Петлевой тоннель — 356 м;
- Малый Петлевой тоннель — 169 м.

Все тоннели построены в 1913—1914 годах.

## Реконструкция
Реконструкция Петлевых тоннелей завершена в 2006 году. Сечение тоннеля после реконструкции 68 м². Проходка велась уступным методом с разработкой породы буро-взрывным способом при помощи горнопроходческого комбайна австрийской фирмы «VOEST-ALPINE Bergtechnik GmbH».